# Melanoria
Melanoria är ett släkte av insekter. Melanoria ingår i familjen dvärgstritar.
Kladogram enligt Catalogue of Life:
| Melanoria | \| \| Melanoria mirabilis \| \| \| \| \| \| Melanoria miranda \| \| \| \| |
|           | \| \| Melanoria mirabilis \| \| \| \| \| \| Melanoria miranda \| \| \| \| |
|           | Melanoria mirabilis                                                       |
|           |                                                                           |
|           | Melanoria miranda                                                         |
|           |                                                                           |